# ARAG Tower
De ARAG Tower is een kantoorgebouw in de Duitse stad Düsseldorf en is het hoofdkantoor van ARAG Group.
Het gebouw is ontworpen door de architecten Foster + Partners en Rhode Kellermann Wawrowsky. De hoofdaannemer tijdens de bouw in de periode van 1998 tot 2001 was Hochtief. De plannen voor de nieuwbouw ontstonden nadat tussen 1991 en 1992 het monumentale ARAG-Terrassenhaus werd afgebroken dat op dezelfde plek stond waar nu de ARAG-toren staat.
De toren is 124,9 meter, 1,9 meter hoger dan de op een na hoogste wolkenkrabber van Düsseldorf, de LVA-Hauptgebäude. De ARAG-toren telt 32 verdiepingen en biedt werk voor ongeveer 950 personen. Het complex beschikt ook over een tuin waar men kan recreëren.
De glazen gevel van het gebouw is 20.000 vierkante meter. Het primaire energieverbruik van 232,2 kWh/m² is met andere soortgelijke gebouwen op een goed niveau.